# Rhaconotus bidentatus
Rhaconotus bidentatus är en stekelart som beskrevs av Granger 1949. Rhaconotus bidentatus ingår i släktet Rhaconotus och familjen bracksteklar. Inga underarter finns listade i Catalogue of Life.